# Baeodrosophila bicolor
Baeodrosophila bicolor är en tvåvingeart som beskrevs av Wheeler och Hajimu Takada 1964. Baeodrosophila bicolor ingår i släktet Baeodrosophila och familjen daggflugor. Inga underarter finns listade i Catalogue of Life.